# 三好長治
三好長治（日语：／ Miyoshi Nagaharu，不詳—1577年1月15日、不詳—天正四年十二月廿七日)，是日本戰國時代至安土桃山時代阿波國大名。

## 生平

### 幼少時期
天文二十二年（1553年）以後，長治做為三好實休之長男出生:142。
永祿五年（1562年）三月，因為父親實休在久米田之戰中戰死，長治繼承了阿波三好家家督之位。在伯父三好長慶的領導下，三好氏加強了在畿內的支配力量，長治負責管轄阿波國，擔任著重要的角色。由於長治繼位時尚且年幼，因此由重臣篠原長房、篠原自遁以及赤澤宗傳等人共同輔佐之。
長治早年主要的事蹟包含命長房制定著名的分國法「新加制式」以及在永祿九年（1566年）擁立足利義榮上洛成為室町幕府第14代將軍等。然而，這些事蹟實際都是長房及三好三人眾等家中有力者主導的結果。

### 畿內戰爭
隨著永祿七年（1564年）八月三好氏宗家當主三好長慶逝世，以及在永祿十一年（1568年）九月織田信長奉戴足利義昭上洛後，三好氏的勢力迅速衰退。在隔年（1569年）一月的本圀寺之變中也未能取得戰果，最終只得從畿內撤退到阿波。
元龜元年（1570年），退至四國的三好三人眾和長房開始策劃對本州的反攻。就攝津國方面，他們擁立了管領細川氏嫡流的細川昭元為大將，並集結了三好義繼以外的大部分三好一門，挑起了與信長間的戰爭（野田城、福島城之戰）。雖然開始時處於劣勢，但隨著石山本願寺的加入以及近江國朝倉氏、浅井氏等軍勢的支援，戰況也隨之扭轉，後並成功迫使信長軍撤退，攝津、河內、和泉三國基本上也基本回歸到三好家的勢力之下。同年十一月，長房與信長方進行講和，雙方達成和睦協定，隨後退回阿波。

### 阿波統治
因與長房關係不和，在元龜三年（1572年）五月，長治與異父兄阿波守護細川真之共同進攻長房，並於同年七月將之攻滅（上櫻城之戰）。此外，面對長治的強硬統治（根據記載長治對政治漠不關心，沉迷於鷹狩和遊樂），讚岐國的香川之景和香西佳清等人在天正二年（1574年）春聯名向長治之弟十河存保發出書信，警告隨時有叛離之可能，同時表達對長治暴政的不滿。存保為此感到憂慮，也向長治進行了諫言，反映其暴政問題。然而，長治對此視若無睹，反而決定忽視存保的忠告，並在同年十月率3,000兵力攻擊香川與香西兩家，最終致使兩家徹底與三好氏脫離關係（《全讚史》）。
天正三年（1575年），長治強迫阿波全境的國人和領民改信法華宗 。惟此舉不僅讓長治失去了國人和領民的支持，強迫改宗之作法也引發了其他宗教的反感，長治對阿波一國的支配力正逐漸消失。而這些內部的混亂最終也促發了鄰國土佐國的長宗我部元親對阿波展開侵攻，海部城和大西城等地相繼被攻陷。
天正四年（1576年）秋頃，長治與真之發生對立，真之從根據地勝瑞城出奔:151-152。為了討伐真之，長治率軍出征那東郡荒田野，但在一宮成相以及重臣伊澤賴俊的背叛下最終敗北:152。長治退守篠原長秀的居城今切城，不過隨後便遭到一宮軍的攻擊，只得撤出城池。同年十二月廿七日，長治在板東郡別宮浦（吉野川河口附近）遭到殺害:152（另有天正五年三月廿八日遭到殺害之說法）。
。

## 出處
1. 1 2 3 4  森脇崇文 著、平井上総 編. . 戎光祥出版. 2022.
2. ↑  天野（2021）P.106
3. ↑  榎原&清水（2017）P.383
4. ↑  久野（2017）P.50-51
5. ↑  池上（2012）P.72-75
6. ↑  林屋（2005）P.143
7. ↑  山本（1988）P.70
8. ↑  千葉市史 第一卷（1974）P.313
9. ↑  徳島県史 第二卷（1966）P.238
10. ↑  山本（1988）P.70
11. ↑  徳島県史 第二卷（1966）P.239